# 아우디컵
아우디컵(Audi Cup)은 아우디가 주관하는 독일의 축구 컵 대회이다. 2009년에 아우디 창립 100주년을 맞아 창설하였으며, 격년마다 독일의 축구 클럽인 바이에른 뮌헨의 홈 구장인 알리안츠 아레나에서 개최된다. 아우디가 후원하는 축구 클럽 팀들 중에서 세계 각국에서 온 4개 팀이 2일 동안 경기를 치르게 된다.
시작하자마자 4강전인데, 3위 결정전도 있어 1위부터 4위까지 모두 결정되는 대회이다. 프리시즌 컵 대회이기 때문에 대회의 위상은 크게 높지 않다.

## 클럽별 우승 횟수
| 클럽                | 우승 횟수 | 우승 연도        |
| ------------------- | --------- | ---------------- |
| FC 바이에른 뮌헨    | 3         | 2009, 2013, 2015 |
| FC 바르셀로나       | 1         | 2011             |
| 아틀레티코 마드리드 | 1         | 2017             |
| 토트넘 홋스퍼 FC    | 1         | 2019             |